# 聖拉斐爾潟湖
46°40′S 73°56′W / 46.667°S 73.933°W

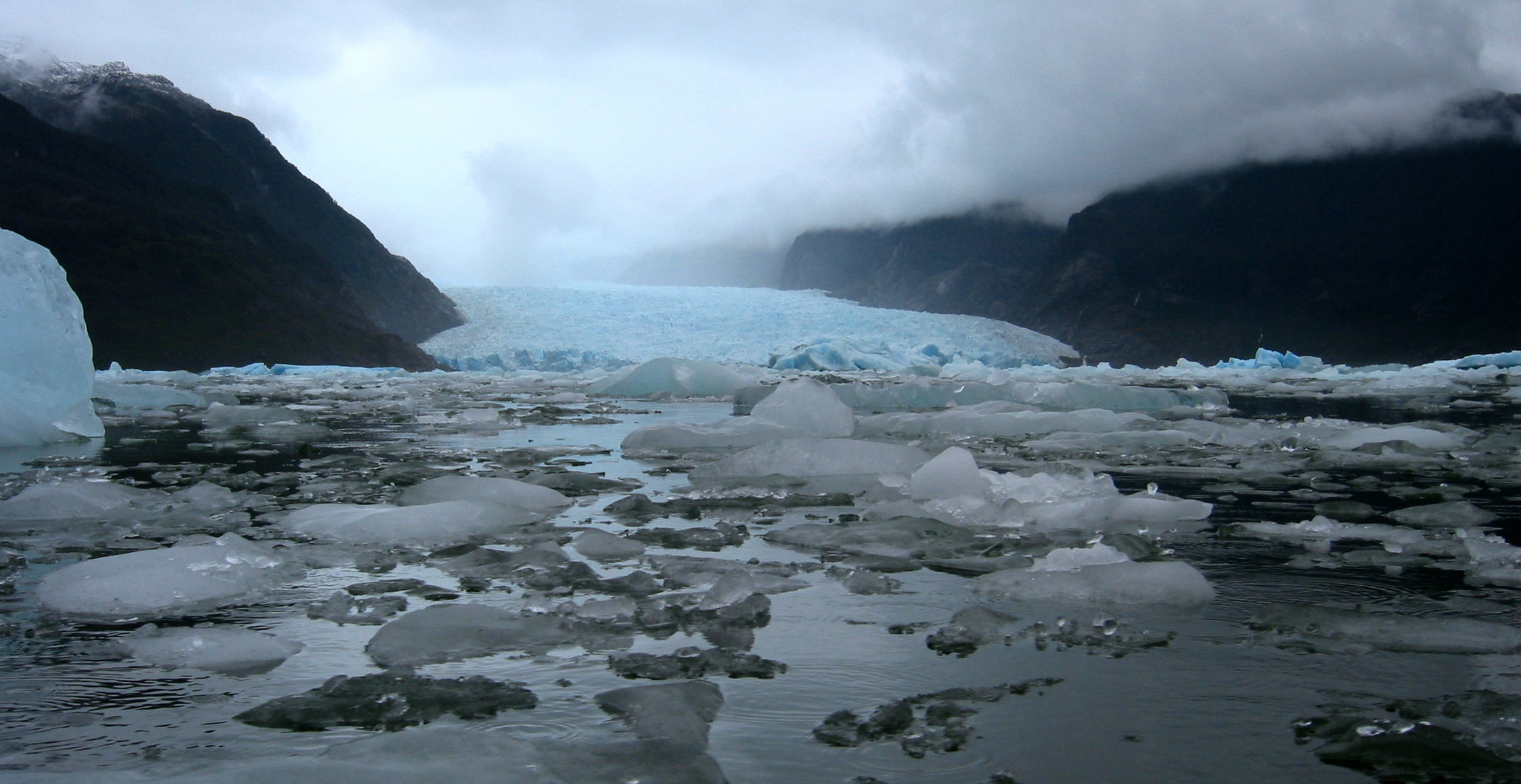

聖拉斐爾潟湖是智利的湖泊，位於該國南部，北面與莫拉萊達海峽相連，西面是泰陶半島，由伊瓦涅斯將軍艾森大區負責管轄，面積123平方公里，是熱門的旅遊地點。